# Liste der Naturdenkmale in Iggingen
| Naturdenkmale | Anzahl |
| ------------- | ------ |
| FND           | 4      |
| END           | 14     |
| Gesamt        | 18     |

Die Liste der Naturdenkmale in Iggingen nennt die verordneten Naturdenkmale (ND) der im baden-württembergischen Ostalbkreis liegenden Stadt Iggingen. In Iggingen gibt es insgesamt 18 als Naturdenkmal geschützte Objekte, davon 4 flächenhafte Naturdenkmale (FND) und 14 Einzelgebilde-Naturdenkmale (END).
Stand: 31. Oktober 2016.

## Flächenhafte Naturdenkmale (FND)
| Name                             | Bild | Kennung     | Einzelheiten               | Position | Fläche Hektar | Datum         |
| -------------------------------- | ---- | ----------- | -------------------------- | -------- | ------------- | ------------- |
| Auwald an der Rems               | BW   | 81360340016 | Iggingen                   | ⊙        | 0,9           |               |
| Eichengruppe                     | BW   | 81360340008 | Iggingen                   | ⊙        | 0,6           |               |
| Remswald                         | BW   | 81360650028 | Iggingen, Schwäbisch Gmünd | ⊙        | 4,7           | 24. Sep. 1973 |
| Streuwiesen an der Lein bei Horn | BW   | 81360340017 | Iggingen                   | ⊙        | 1,1           |               |
| Legende für Naturdenkmal         |      |             |                            |          |               |               |

## Einzelgebilde (END)
| Name                                | Bild | Kennung     | Einzelheiten | Position | Fläche Hektar | Datum |
| ----------------------------------- | ---- | ----------- | ------------ | -------- | ------------- | ----- |
| Baumreihe bei Schönhardt            | BW   | 81360340010 | Iggingen     | ⊙        | 0,0           |       |
| Eichengruppe im Burren              | BW   | 81360340014 | Iggingen     | ⊙        | 0,0           |       |
| 1 Birnbaum in den Unterbachenwiesen | BW   | 81360340018 | Iggingen     | ⊙        | 0,0           |       |
| 1 Birnbaum nordw. Iggingen          | BW   | 81360340015 | Iggingen     | ⊙        | 0,0           |       |
| 1 Eiche am Haldenacker              | BW   | 81360340012 | Iggingen     | ⊙        | 0,0           |       |
| 1 Eiche im Güterteil                | BW   | 81360340001 | Iggingen     | ⊙        | 0,0           |       |
| 1 Eiche in den Brunnenwiesen        | BW   | 81360340003 | Iggingen     | ⊙        | 0,0           |       |
| 1 Eiche in den Grabenäckern         | BW   | 81360340004 | Iggingen     | ⊙        | 0,0           |       |
| 1 Eiche mit Baumreihe               | BW   | 81360340005 | Iggingen     | ⊙        | 0,0           |       |
| 1 Eiche nördl. Schönhardt           | BW   | 81360340011 | Iggingen     | ⊙        | 0,0           |       |
| 1 Linde im Bullenfeld               | BW   | 81360340006 | Iggingen     | ⊙        | 0,0           |       |
| 1 Linde in Schönhardt               | BW   | 81360340009 | Iggingen     | ⊙        | 0,0           |       |
| 2 Linden bei der Kirche             |      | 81360340002 | Iggingen     | ⊙        | 0,0           |       |
| 2 Linden mit Kreuz                  | BW   | 81360340007 | Iggingen     | ⊙        | 0,0           |       |
| Legende für Naturdenkmal            |      |             |              |          |               |       |